# Alm (Oostenrijk)
De Alm, ook wel Almfluss genoemd, is een rivier in de Oostenrijkse Alpen. De naam is waarschijnlijk verklaard uit de naamgeving van alpine bergweiden, die ook almen worden genoemd. Het dal waar de Alm doorheen stroomt, heet het Almtal.
De rivier is ongeveer vijftig kilometer lang en begint als afwatering uit de Almsee, een meer ten noorden van het Totes Gebirge, en stroomt dan door Grünau en langs Scharnstein, Pettenbach en verderop Vorchdorf, Steinerkirchen en Bad Wimsbach-Neydharting. Op het grondgebied van de gemeente Fischlham vloeit de Alm vervolgens in de rivier de Traun.
Het water van de Alm is uitzonderlijk zuiver, het is zonder meer te gebruiken als drinkwater. Aan de Alm zijn om deze reden verschillende gerenommeerde viskwekerijen gevestigd, waarvan de producten direct toepassing vinden in de gastronomie.
De Alm is opgenomen in het gemeentelijke wapen van Fischlham. Evenals met de Traun staat de Alm op het schild afgebeeld als een golvende lijn.
- Bibliothèque nationale de France: cb12481545c (data)
- Nationale Bibliotheek van Tsjechië: ge686290
- Virtual International Authority File: 138298961